# Kurt Schmidt (Widerstandskämpfer, 1905)
Kurt Schmidt (* 14. Januar 1905 in Marten bei Dortmund; † 12. März 1938 in Alcañiz, Spanien) war ein deutscher Kommunist und Widerstandskämpfer gegen den Faschismus.

## Leben
Nach Volksschule und Schlosserlehre bei Union wurde Kurt Schmidt Mitglied der SPD. Wegen Einsatzes für einen Kollegen verlor er seine Stelle und arbeitete anschließend als Hilfsarbeiter und Gleisbauer bei der Straßenbahn. Wegen SPD-Kompromisse beim Bau des Panzerschiffs A wechselte er 1928 zur KPD. Schmidt wurde Betriebsratsmitglied. 1931 heiratete er Therese „Resi“ Fischer. Die Ehe blieb kinderlos.
Schmidt war Mitglied der Leitung des Unterbezirks Dortmund der KPD und Stadtverordneter. Sein nach der nationalsozialistischen Machtergreifung am 5. März 1933 errungenes Mandat für den Preußischen Landtag konnte er wegen politischer Verfolgung nicht mehr einnehmen. Aus einer Haft in der Steinwache wurde er Ostern 1933 entlassen. Anfang 1934 floh er vor der Gestapo erst nach Holland, dann ins Saargebiet und tauchte später als „August Hartmann“ in Frankreich unter, wo er seine Widerstandstätigkeit gegen das NS-Regime fortsetzte.
Ab 1937 kämpfte er im spanischen Bürgerkrieg auf Seiten der Republikaner im Bataillon „Edgar André“ gegen die Franco-Faschisten. Er fiel in einem Gefecht bei Alcañiz in der Provinz Teruel.
Seine Freunde nannten ihn aufgrund seiner Körpergröße von 1,96 m „Langer August“. Zur Erinnerung an Schmidt benannte sich 1979 das Kulturzentrum Langer August in der Dortmunder Nordstadt nach ihm.